# Ferrarské vévodství
Ferrarské vévodství (latinsky Ducatus Ferrariensis, italsky Ducato di Ferrara) byl suverénní stát ve střední Itálii v letech 1471 až 1597, jehož hlavním městem byla Ferrara a jehož vládci patřili k dynastii Este. Území původně náleželo ke Svaté říši římské, avšak roku 1471 se stalo lénem Papežského státu a Borso d'Este prvním vévodou. Jeho nástupce Ercole I. d'Este vedl válku proti Benátkám a jako významný patron renesančního umění zvelebil Ferraru. V roce 1597 vévodství zaniklo začleněním do Papežského státu, jelikož poslední vladař Alfonso II. d'Este nezanechal mužského dědice.

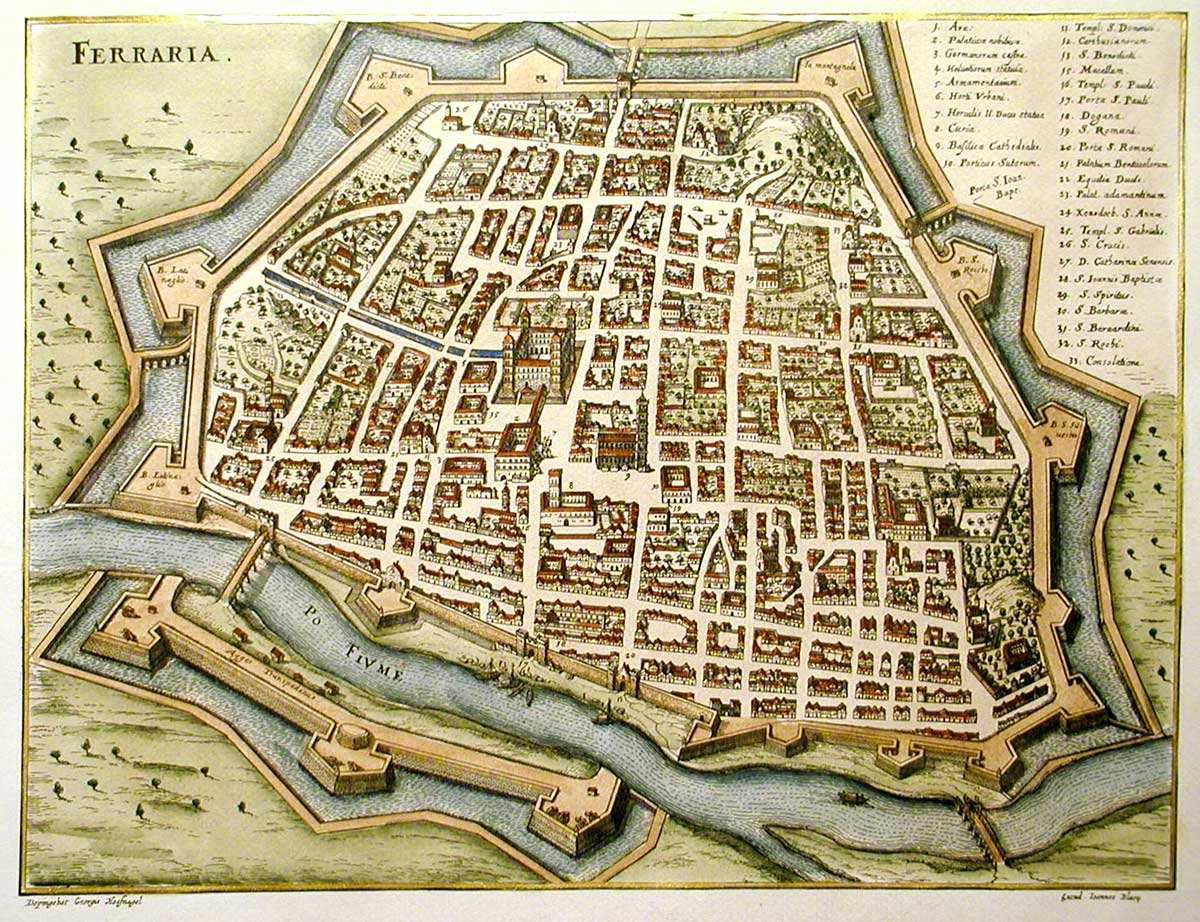
Hlavní město Ferrara, počátek 17. století